# Dana Rožlapa
Dana Rožlapa (Talsi, 16 november 1979) is een Lets wielrenster.

## Carrière
Rožlapa werd in totaal acht keer nationaal kampioen tijdrijden tussen 2012 en 2023. In de wegwedstrijd werd ze vijfmaal tweede. In 2012 won ze voor het eerst de tijdrit op de nationale kampioenschappen, ze was twaalf seconden sneller dan Lija Laizāne. Bij haar vierde deelname werd Rožlapa in 2015 gediskwalificeerd bij de tijdrit. Eveneens in 2015 nam ze deel aan de tijdrit op de Europese Spelen in Bakoe. Ze eindigde hier als twaalfde. In de jaren 2014, 2020 en 2023 nam ze deel aan de Wereldkampioenschappen wielrennen in de wegwedstrijd. Enkel in 2021 bereikte ze de finish, ze werd 108e.

## Overwinningen
2012
 Lets kampioen tijdrijden, elite
2013
 Lets kampioen tijdrijden, elite
2014
 Lets kampioen tijdrijden, elite
2015
 Lets kampioenschap op de weg, elite
2019
 Lets kampioen tijdrijden, elite
 Lets kampioenschap op de weg, elite
2020
 Lets  kampioen tijdrijden, elite
2021
 Lets kampioen tijdrijden, elite
 Lets kampioenschap op de weg, elite
2022
 Lets kampioen tijdrijden, elite
 Lets kampioenschap op de weg, elite
2023
 Lets kampioen tijdrijden, elite
 Lets kampioenschap op de weg, elite
2025
 Lets kampioen tijdrijden, elite
 Lets kampioen op de weg, elite

### Resultaten in voornaamste wedstrijden
|      | \| Jaar \| Gent-Wevelgem \| \| WK op de weg \| \| ---- \| ------------- \| \| ------------ \| \| 2014 \| \| \| opgave \| \| 2015 \| opgave \| \| \| \| 2016 \| \| \| \| \| 2017 \| \| \| \| \| 2018 \| \| \| \| \| 2019 \| \| \| \| \| 2020 \| \| \| 108e \| \| 2021 \| \| \| \| \| 2022 \| \| \| \| \| 2023 \| \| \| opgave \| |  |              |
| Jaar | Gent-Wevelgem |  | WK op de weg |
| 2014 | |  | opgave       |
| 2015 | opgave |  |              |
| 2016 | |  |              |
| 2017 | |  |              |
| 2018 | |  |              |
| 2019 | |  |              |
| 2020 | |  | 108e         |
| 2021 | |  |              |
| 2022 | |  |              |
| 2023 | |  | opgave       |